# Færder nationalpark
Færder nasjonalpark er en nationalpark i Færder kommune i Vestfold og Telemark fylke i Norge. Parken blev oprettet 23. august 2013 for at «bevare et større naturområde med repræsentative økosystemer ved kysten i ydre Oslofjord med særlig vægt på landskab, naturtyper, arter og geologiske forekomster på land og i hav og som er uden større naturindgreb».
Parken udgør ca. 340 km², hvoraf 325 km² i havet. Den strækker sig fra Ormøy i nord til Færder fyr i syd. Ormø-Færder landskapsvernområde og en række naturreservater blev indlemmet i nationalparken ved oprettelsen.
Sandø, Bolærne, Østre Bustein og Moutmarka er vigtige områder for en mangfoldig plante- og insektfauna. Det er registrert 309 rødlistede arter i nationalparken, blandt andet kantet kohvede og strandhornskulpe .
Øerne Store Færder og Lille Færder og det fredede Færder fyr ligger indenfor nationalparken. Det samme gælder Grevestuen på Mellem Bolæren, en af Norges ældste jagthytter.  Dele af de beboede øer Bjerkøy, Nordre Årøy og Søndre Årøy ligger også i området.
I Færder nationalpark er havbunden også beskyttet.
Færder nationalparkcenter er parkens informationscenter og ligger på Verdens Ende, lige udenfor  parkens grænse som går gennem Verdens Ende. 
- Holmene ud for Verdens Ende er den lettest tilgængelige del af nationalparken.
- Ved Verdens Ende
- Færder fyr set fra syd
- Varden på Leistein viser indsejlingen til Vrengensundet
- Fra Sandø i Færder kommune
- Nuvle, en holm i nationalparken
- Fra Mostein
- Grevestua på Bolærne fra omkring 1880